# Walter Minor 6
Walter Minor 6 jsou šestiválcové invertní řadové vzduchem chlazené letecké motory, vyvinuté pod vedením ing. Františka Adolfa Barvitia v roce 1937 (Minor 6-I, Minor 6-II). Motor navázal na předchozí, základní typ čtyřválcových motorů Walter Junior z roku 1932 a na svého mladšího bratra Walter Minor 4 (1934). Byl vyráběn Akciovou společností Walter, továrnou na automobily a letecké motory v Praze XVII - Jinonicích. Na modernizaci řadových pístových motorů Mikron a Minor se pracovalo tajně už za války. Hned v únoru 1946 byl představen Walter Minor 4-III, krátce po něm, rovněž v roce 1946, Walter Mikron III a Walter Minor 6-III/6-III-S. Po II. světové válce vedl konstrukci těchto verzí ing. Bohuslav Šimůnek. Poslední modernizací, kterou v Jinonicích provedl, byl motor M-337 (1959). Výroba těchto šestiválcových motorů pokračuje i v 21. století, ve s.p. LOM Praha.

## Vznik a užití Walter Minor 6-I, Minor 6-II

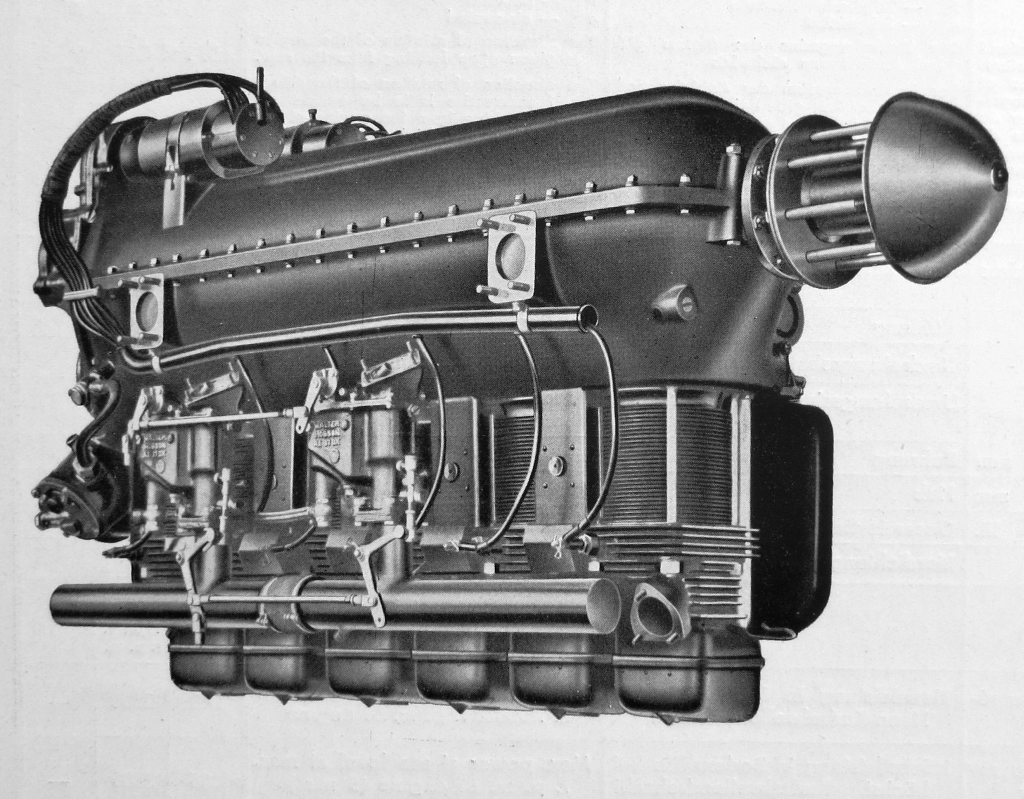
Walter Minor 6-I (1937)

Výroba probíhala od roku 1938 a na svou dobu šlo o pokročilou konstrukci, která disponovala ocelovými válci, hliníkovými hlavami a rozvodem OHV. Vrtání bylo 105 mm a zdvih 115 mm. Krátce po uvedení Minoru 6 (následně označované jako 6-I) následovala vylepšená verze Walter Minor 6-II. Výkon předválečné verze Minor 6-II dosahoval jmenovitého výkonu až 140 k (103 kW) a vzletového výkonu 155 k (114 kW). Tyto motory prvních dvou verzí se vyráběly v letech 1938-1939, avšak uplatnily se jen výjimečně, protože měly problémy s nedostatečným chlazením zadních válců.

## Vznik a užití Walter Minor 6-III

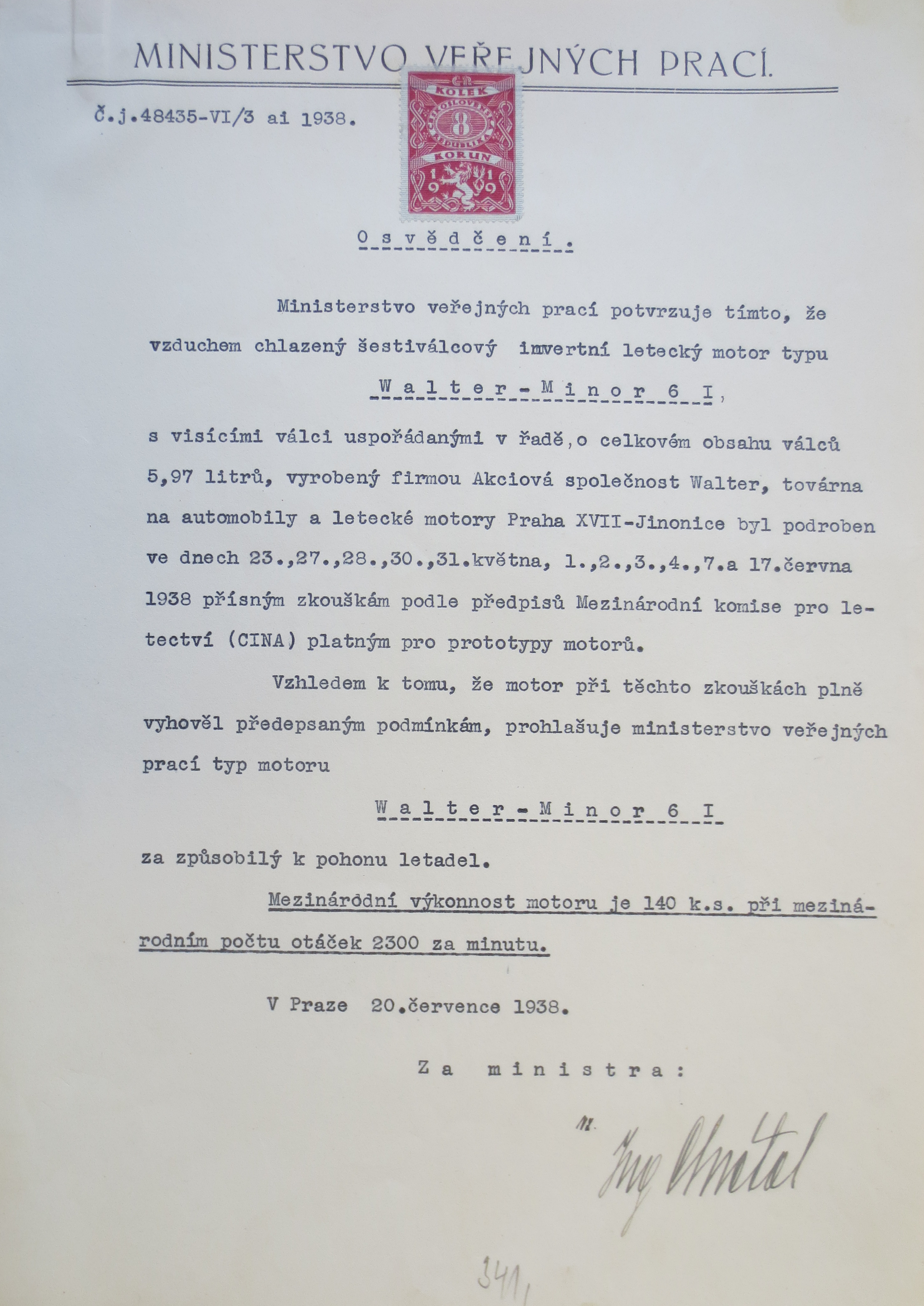
Walter Minor 6 I - osvědčení CINA (1938)

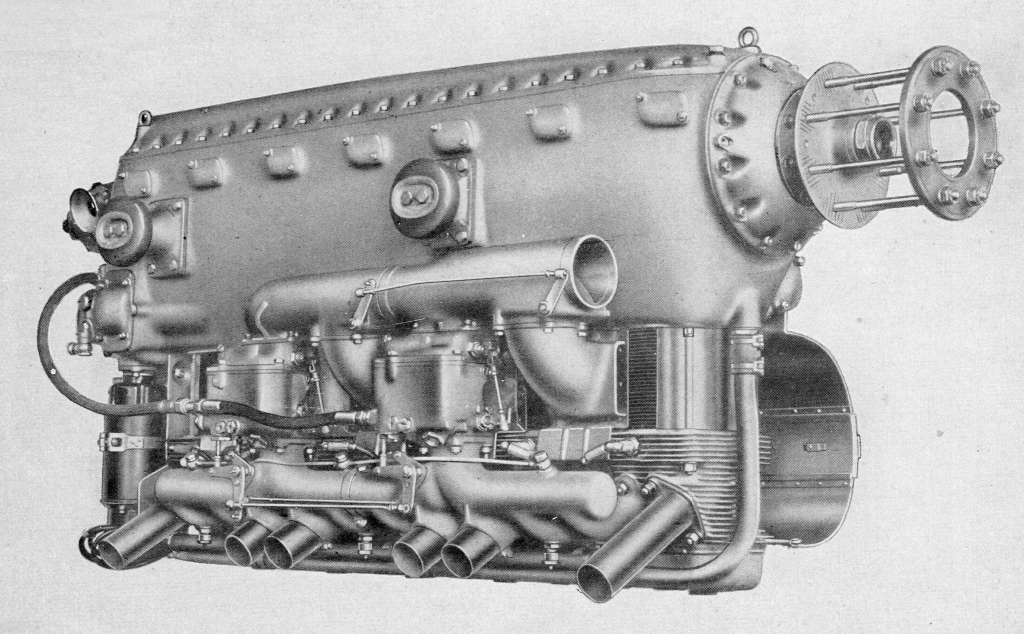
Walter Minor 6-III (1946)

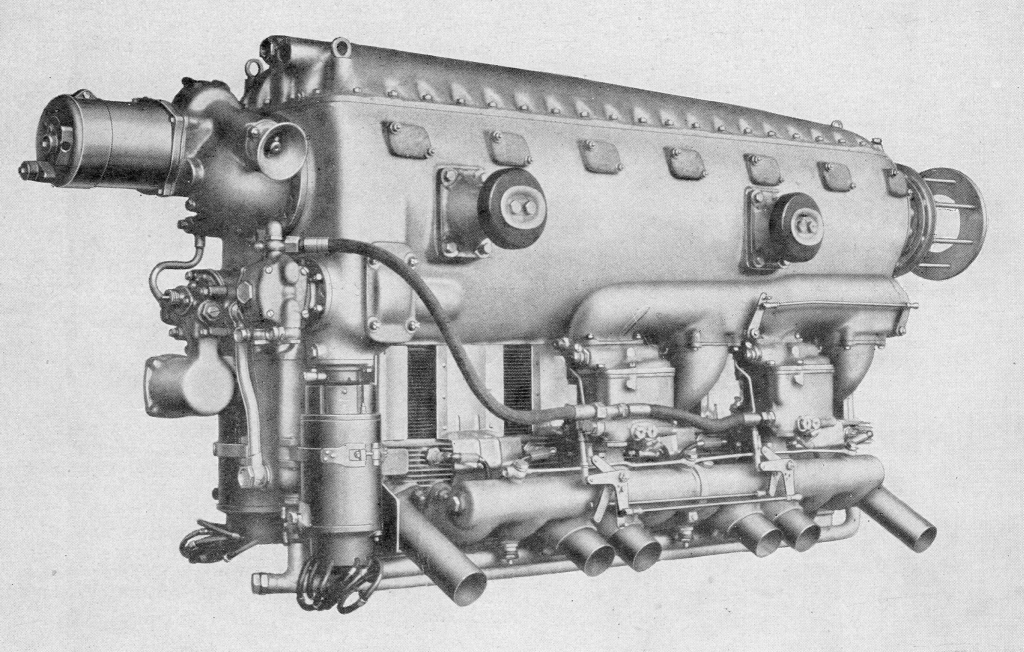
Walter Minor 6-III (1946)

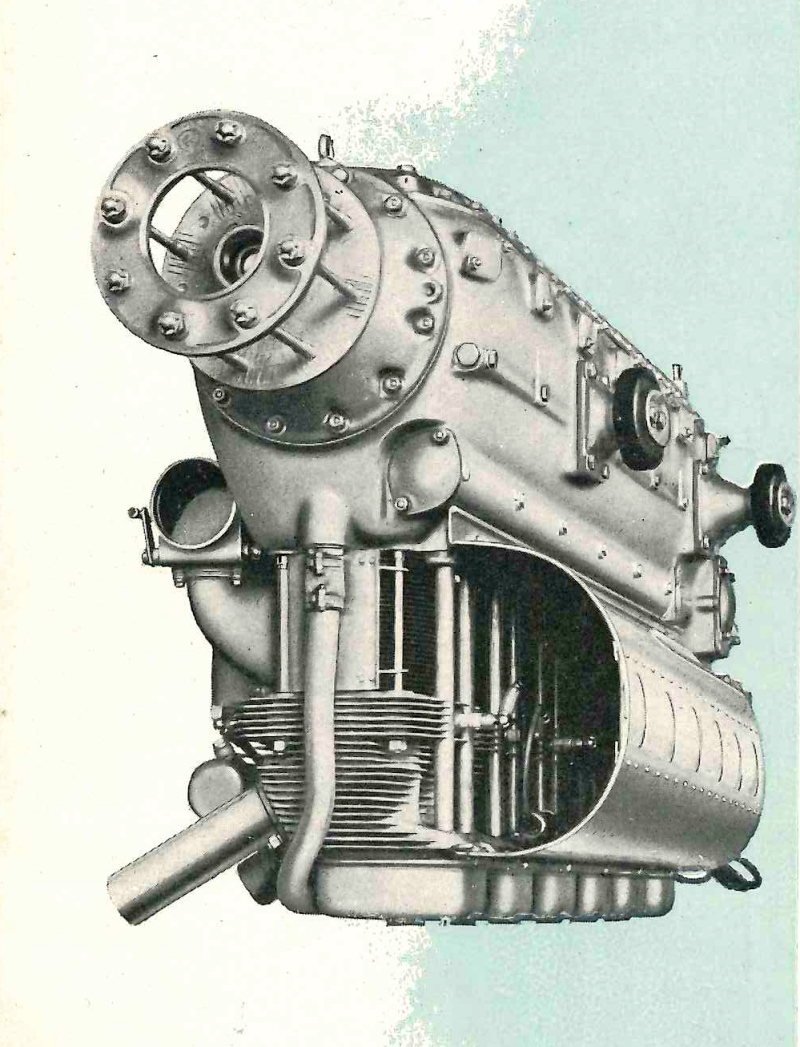
Walter Minor 6-III (1946)

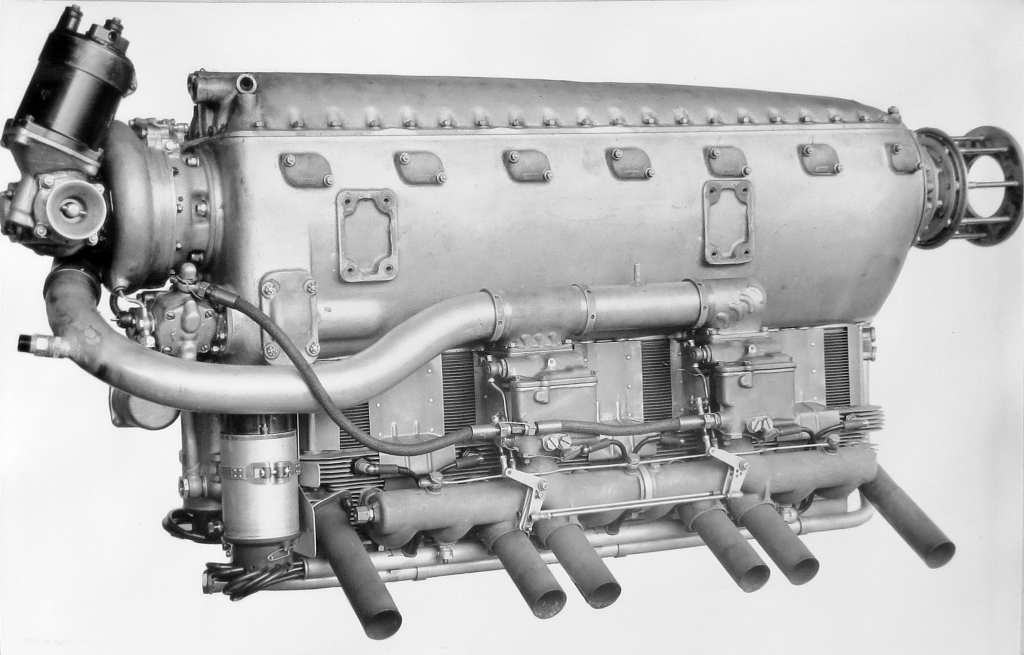
Walter Minor 6-III-S (1946)

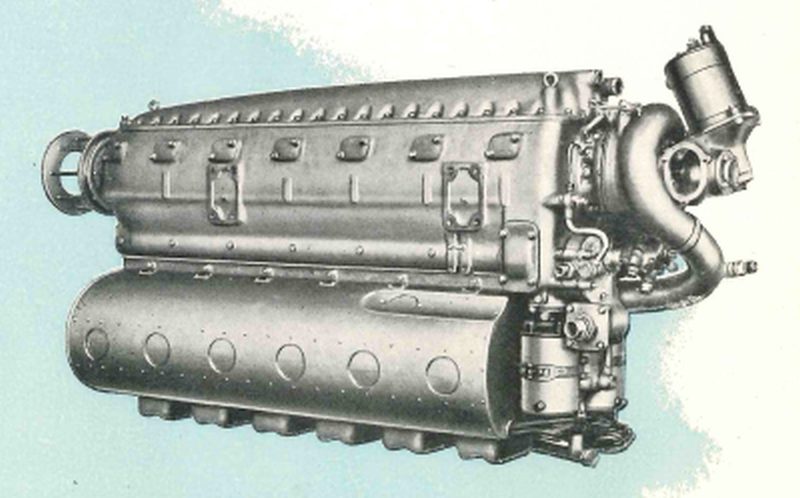
Walter Minor 6-III-S (1946)

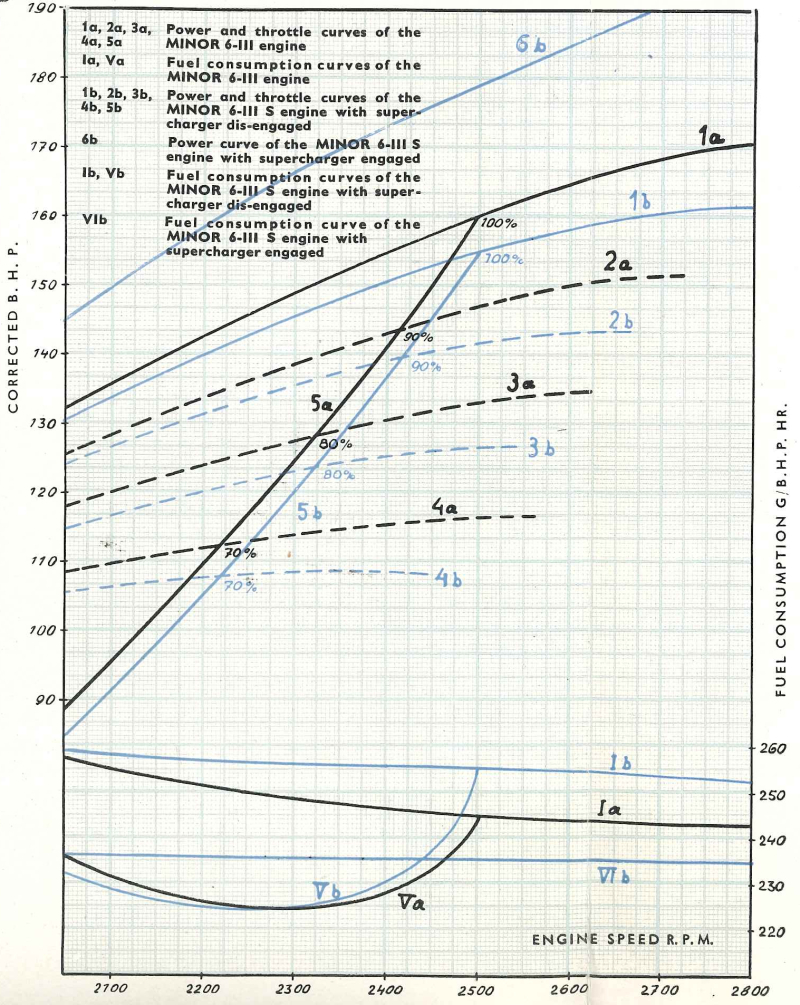
Walter Minor 6-III, 6-III-S (charakteristiky)

Po válce v roce 1946 konstrukční tým již pod vedením ing. Bohuslava Šimůnka přišel s další, vylepšenou verzi Minor 6-III (typové označení M-135). Tento motor byl vyráběn i v kompresorové verzi Minor 6-III-S (typové označení M-335) se stejným jmenovitým výkonem (1946). Pod vedením ing. Šimůnka vznikla v Motorletu v roce 1959 ještě varianta Walter M-337Sh (Walter Minor 6-III-Sh) s kompresorem a s nízkotlakým vstřikováním paliva před sací ventily o vzletovém výkonu 154 kW/210 k při 2750 ot/min. Verze M-337Sh využívala 8 patentů ing. Šimůnka, které byly schváleny (1947–1959) a chráněny Patentovým úřadem v Praze.
Oproti předválečným verzím byly použity častěji výkovky než odlitky a použité oceli Poldi byly komplexněji legovány. Kliková skříň byla odlita z hořčíkové slitiny (elektron), z chromvanadiové oceli Poldi byl vykován klikový hřídel, měl 7 kluzných ložisek z olovnatého bronzu a 1 válečkové ložisko, čepy a válce z výkovků byly nitridovány, ojnice a písty byly vykovány z hliníkové slitiny, odlitá hlava válců ze slitiny hliníku byla snímatelná, rozvod OHV s nitridovanými zvedacími tyčinkami, tlakové mazání oběžné se suchou skříní.
Jmenovitý výkon vzrostl na 160 k (118 kW) při 2500 ot/min a cestovní výkon dosahoval hodnoty 120 k (88 kW) při 2300 ot/min. Zdvihový objem při vrtání 105 mm a zdvihu 115 mm byl zachován na „předválečné“ hodnotě 5,97 l. Rovněž se nezměnil kompresní poměr 6:1, pronikavě však byla snížena hmotnost na 128,5 kg. I současně uvedená verze s vypínatelným kompresorem měla jen 135,5 kg. Kompresorová verze Walter Minor 6-III-S měla stejný nominální výkon, avšak maximální startovací činil 180 k (132 kW) při 2600 ot/min. Kompresor pracoval s převodem 1:7,4.
Příslušenství obou motorů Minor 6-III bylo v zásadě zachováno s předválečnými verzemi, až na několik nutných změn vyvolaných poválečnými odběratelsko-dodavatelskými vztahy se zahraničními firmami a také vývojem některých komponent jinonickou továrnou. Zdvojené karburátory typu Walter 45, zdvojená zapalovací magneta Scintilla typu NVK-6 Z2 a AVK-6 Z2, na přání byla dodávána dvojité palivové čerpadlo Walter 2M50, 1–2 dynama. Spouštění motoru bylo možné buď ručně (Walter R25) a nebo i elektricky (Walter RE25). Později byl alternativně montován elektrický startér Walter E70.
Šestiválcových motorů Minor 6-III bylo v letech 1947–1963 vyrobeno 1508 kusů a motorů M-337 1147 ks v letech 1960–1964. Celkem to bylo 2655 motorů. V tomto počtu nejsou zahrnuty motory vyrobené v jugoslávské Rakovici, kterých bylo přes pět set.
Motor Walter Minor 6-III se od roku 1950 vyráběl v licenci jugoslávskou továrnou Industrija Motora Rakovica (srbsky Индустрија Мотора Раковица, ИМР) z Bělehradu pod označením Walter/IMR Minor J-W-6/III. V Jugoslávii dosáhl poměrně širokého rozšíření. Byl zastavován do letounů Polikarpov Po-2W (licence), Ikarus 211, Ikarus 231, Ikarus 451, Ikarus Aero 2D, KB-6 Matajur, Let LK-1 ...  Tato továrna licenci dále „rozvinula“, když v polovině 50. let doplnila tento motor reduktorem. Reduktorová verze tohoto motoru byla označena jako Walter/DMB DM-6R. Vzletový výkon byl z původních 160 k/118 kW snížen na 155 koní/114 kW a jmenovitý ze 140 k/103 kW na 116 k/85 kW. Takto modifikovaný motor měl problémy s vibracemi (při některých režimech), které se přenášely na celý letoun, kde byl použit, Ikarus Kurir. O mnoho let později se o stejný krok pokusila Avia (Automobilové závody n.p.), když v letech 1964-5 připravovala motor Avia M-337 s reduktorem označený jako M-437, ale tato verze zůstala pouze v prototypu.

## Varianty
Walter/Motorlet Praha-Jinonice (1936–1964)
- Minor 6-I, Minor 6-II, Minor 6-III, Minor 6-III-S, M-337

Avia (Automobilové závody n.p., Avia s.p., Avia a.s.) Praha-Letňany (1964–1992)
- Avia M337/M337A/M337AZ, Avia M437, Avia M338, Avia M137A/M137AZ

LOM PRAHA s.p. (1992–)
- M137A/AZ, M337A/AK/B/C

## Použití
Walter Minor 6, Walter Minor 6-II, Walter Minor 6-III, Walter Minor 6-III-S, Walter M-337
- Aviator Šeršeň
- CSS-11
- DAR-9A
- IAR-814
- Ikarus Aero 2
- Ikarus Kurir
- Ikarus 211
- Ikarus 231
- Ikarus 451
- Lazarov LAZ-7
- Let LK-1
- Let L-200 Morava
- LIBIS KB-6 Matajur
- LWD Zuch
- Moravan Z-135
- Mráz M-3 Bonzo
- Polikarpov Po-2W (jugoslávská licence)
- Praga XE-55
- R-7 Racek
- VZLÚ E-33
- Zlín Z-226
- Zlín Z-326
- Zlín Z-526

## Specifikace (Minor 6-I)

### Technické údaje
- Typ: vzduchem chlazený, pístový, invertní, letadlový řadový šestiválec
- Vrtání: 105 mm
- Zdvih: 115 mm
- Objem válců: 5 975 cm3
- Délka: 1 119 mm
- Šířka: 440 mm
- Výška: 630 mm
- Suchá hmotnost: 148 kg

### Součásti
- Ventilový rozvod: Jeden sací a jeden výfukový ventil jeden válec, rozvod OHV.
- Palivová soustava: Karburátor
- Předepsané palivo: benzín, oktanové číslo min. 77
- Spotřeba paliva: 250–260 g·k−1·h−1
- Mazací soustava: Suchá kliková skříň
- Chladicí soustava: Chlazení vzduchem

### Výkony
- Nominální výkon: 140 k (103 kW) při 2 300 ot/min
- Maximální výkon: 155 k (114 kW) při 2600 ot/min
- Kompresní poměr: 6 : 1
- Poměr výkon/hmotnost: 0,76 kW/kg na cestovní výkon

## Galerie

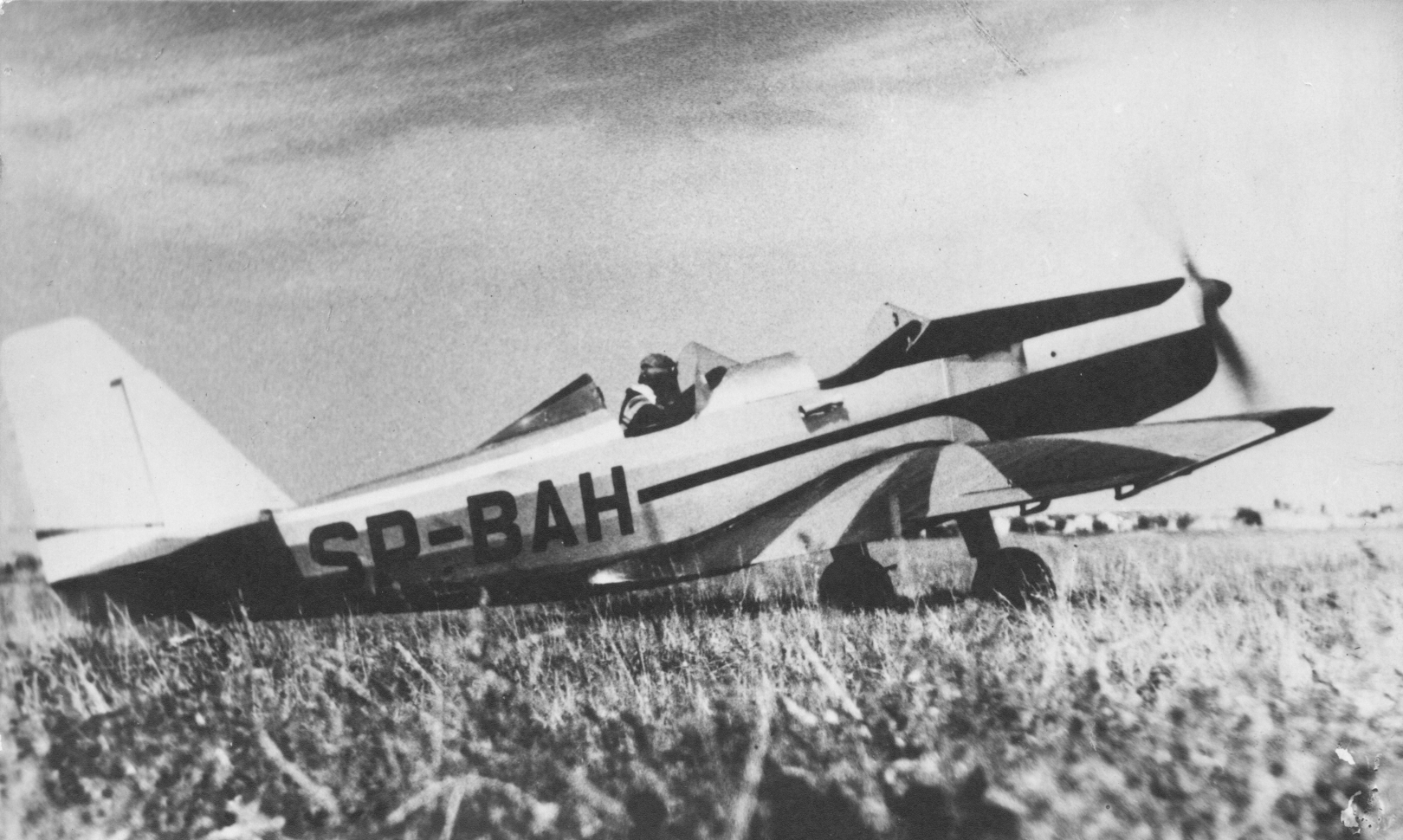
CSS-11, prototyp (SP-BAH, 1948)
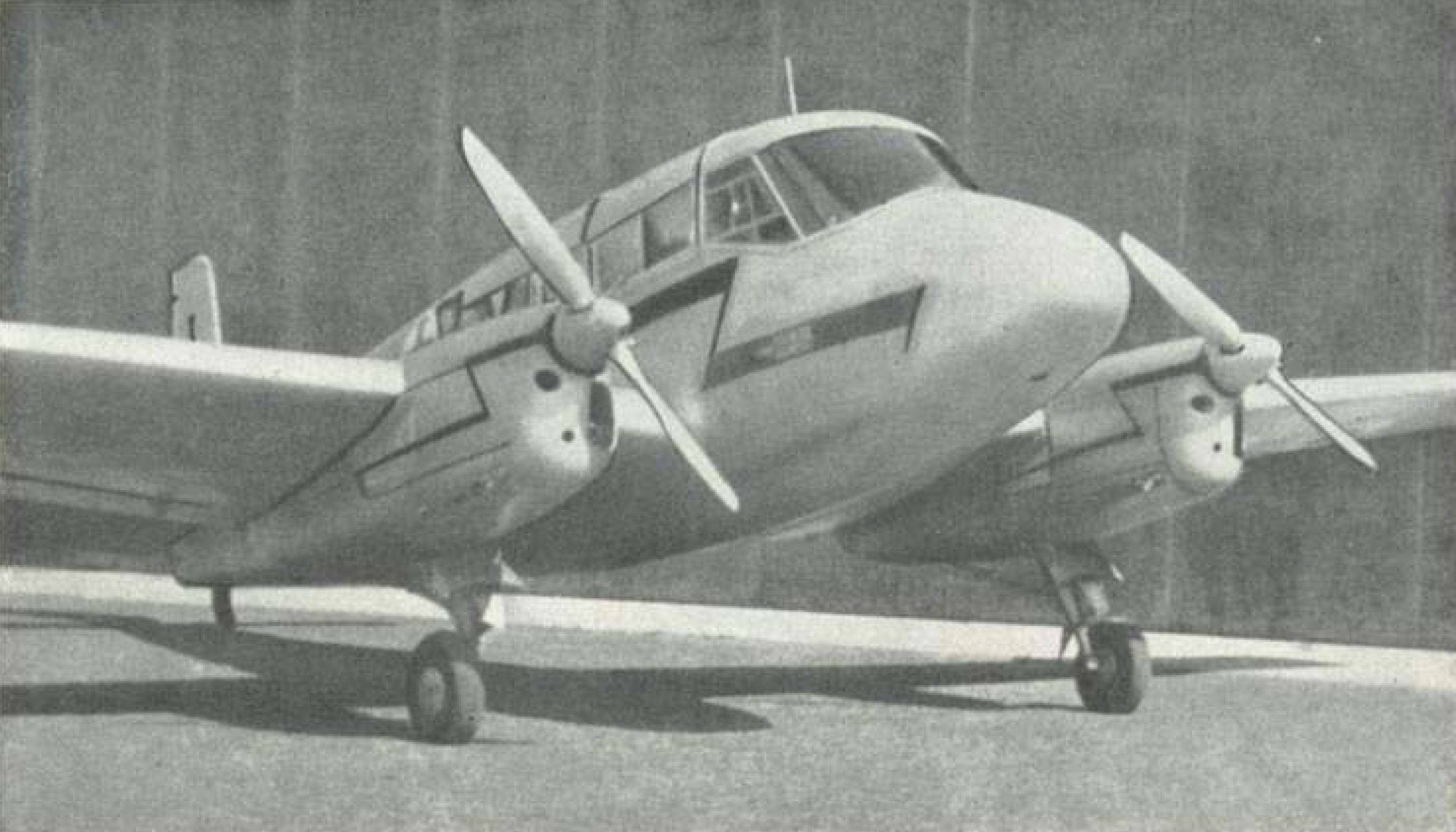
IAR 814 (1953)
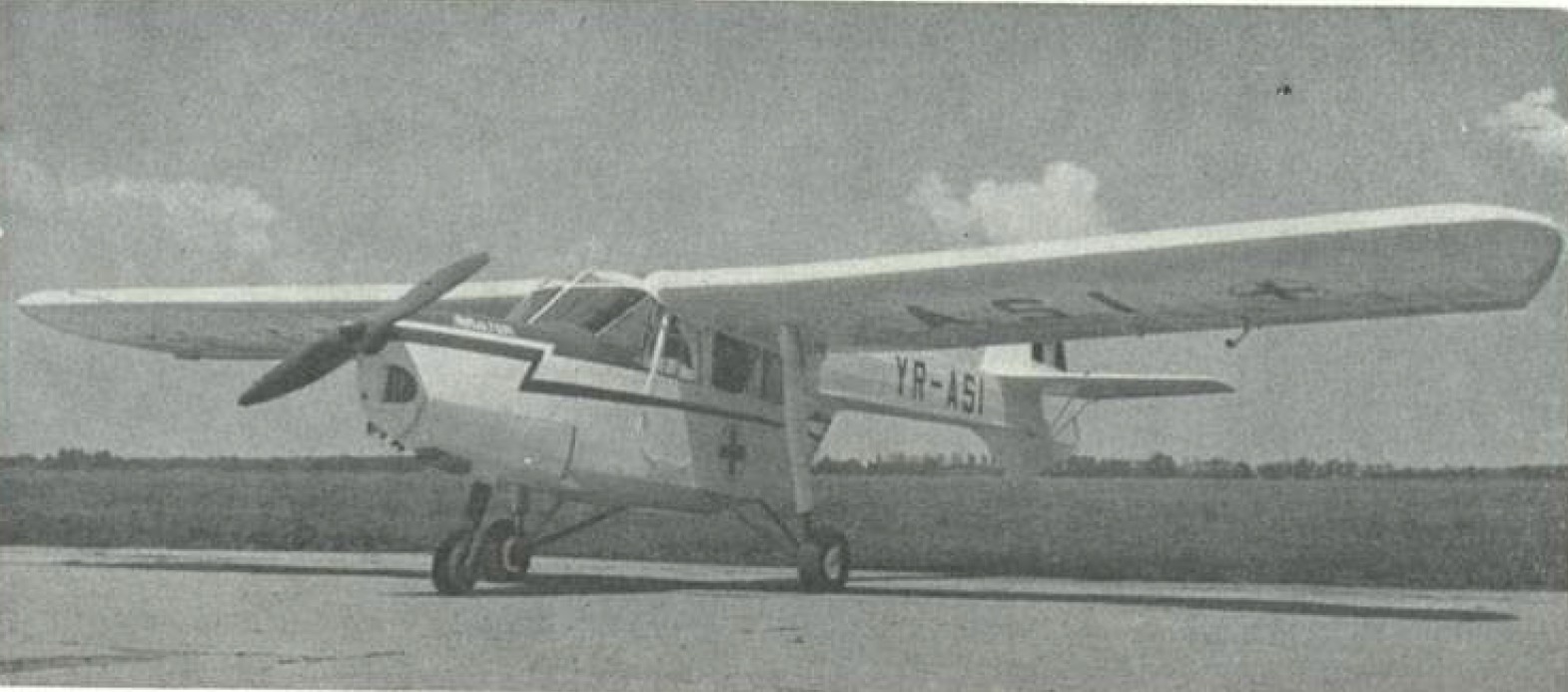
IAR 817 (1955)
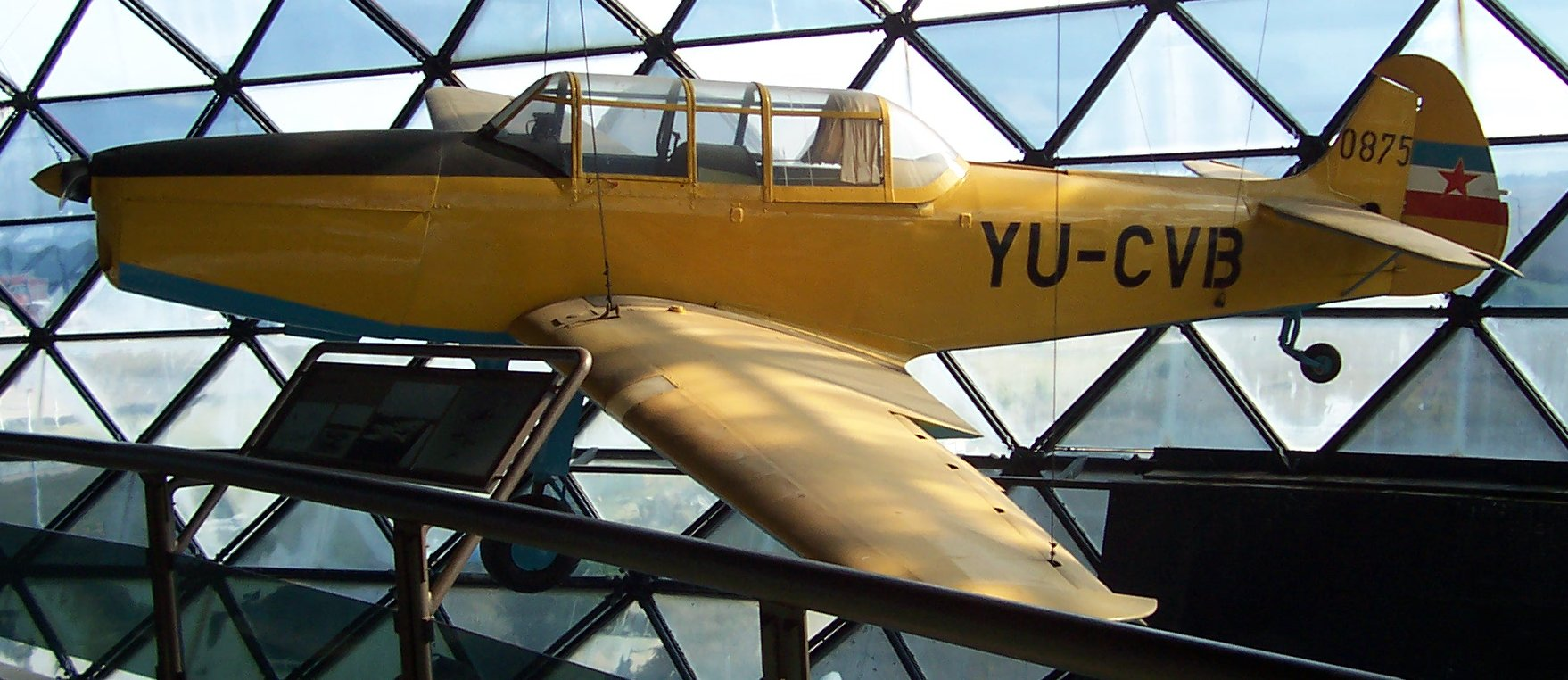
Ikarus Aero 2
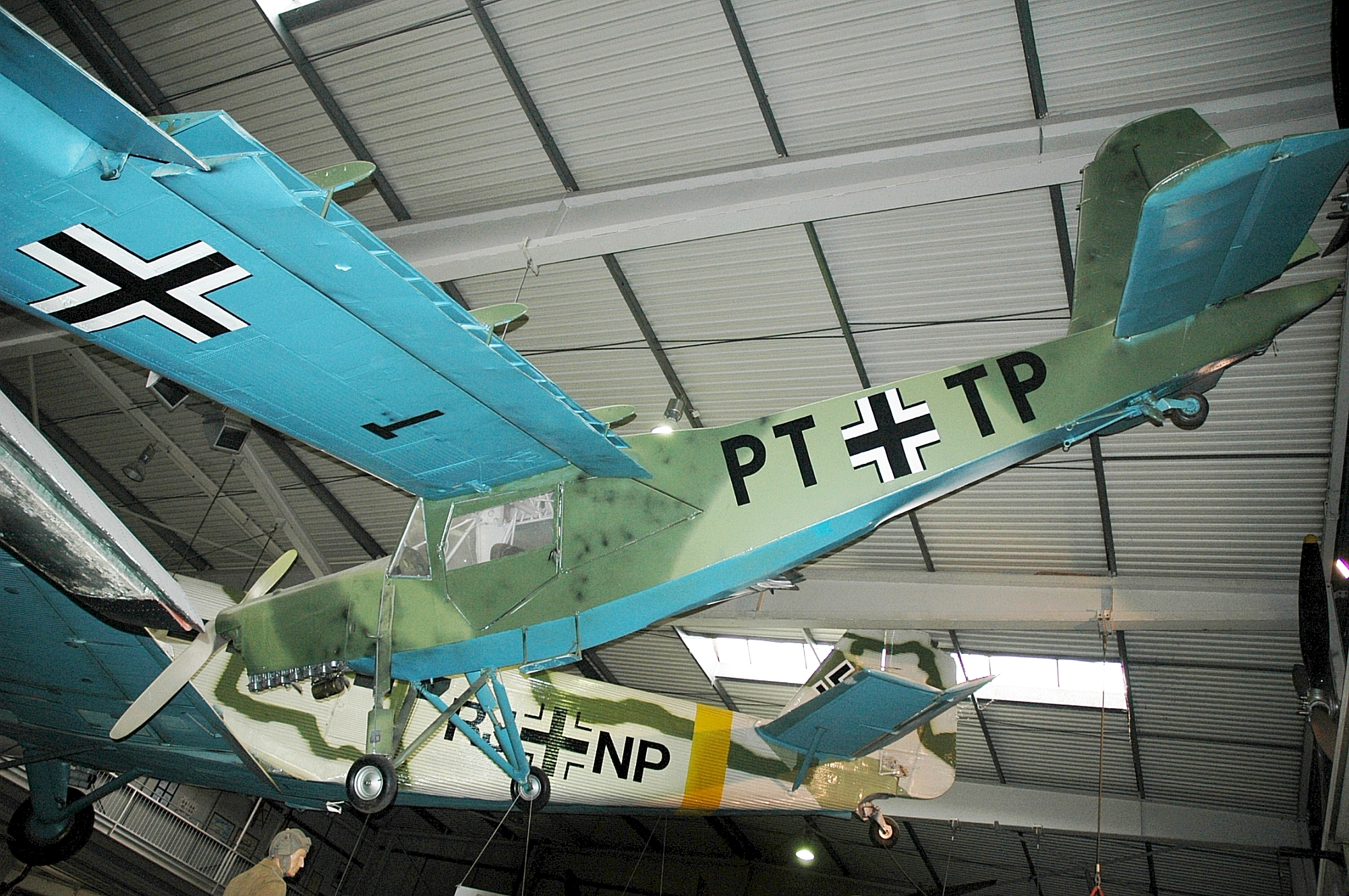
Ikarus Kurir
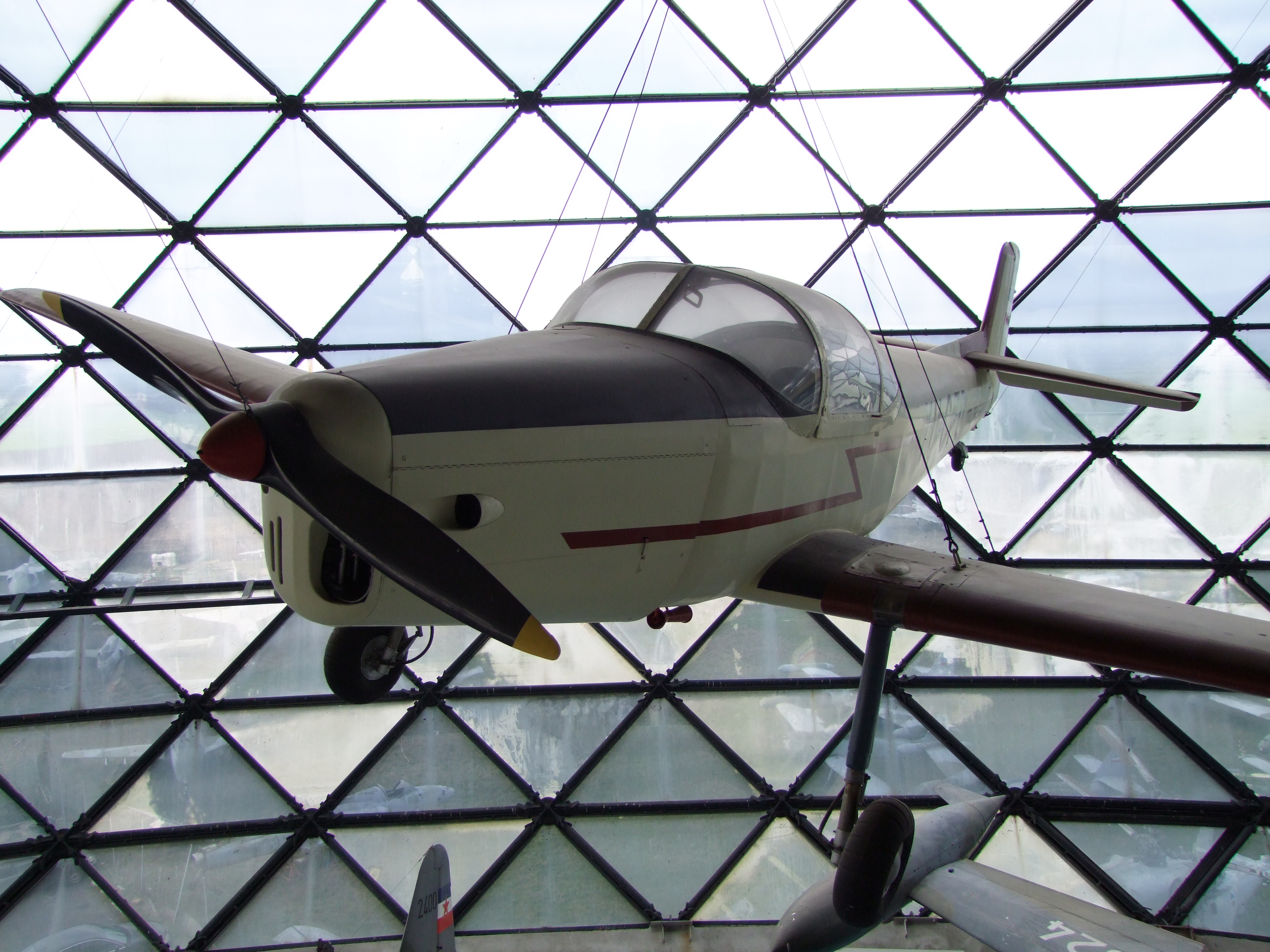
LIBIS KB-6T Matajur-Trised
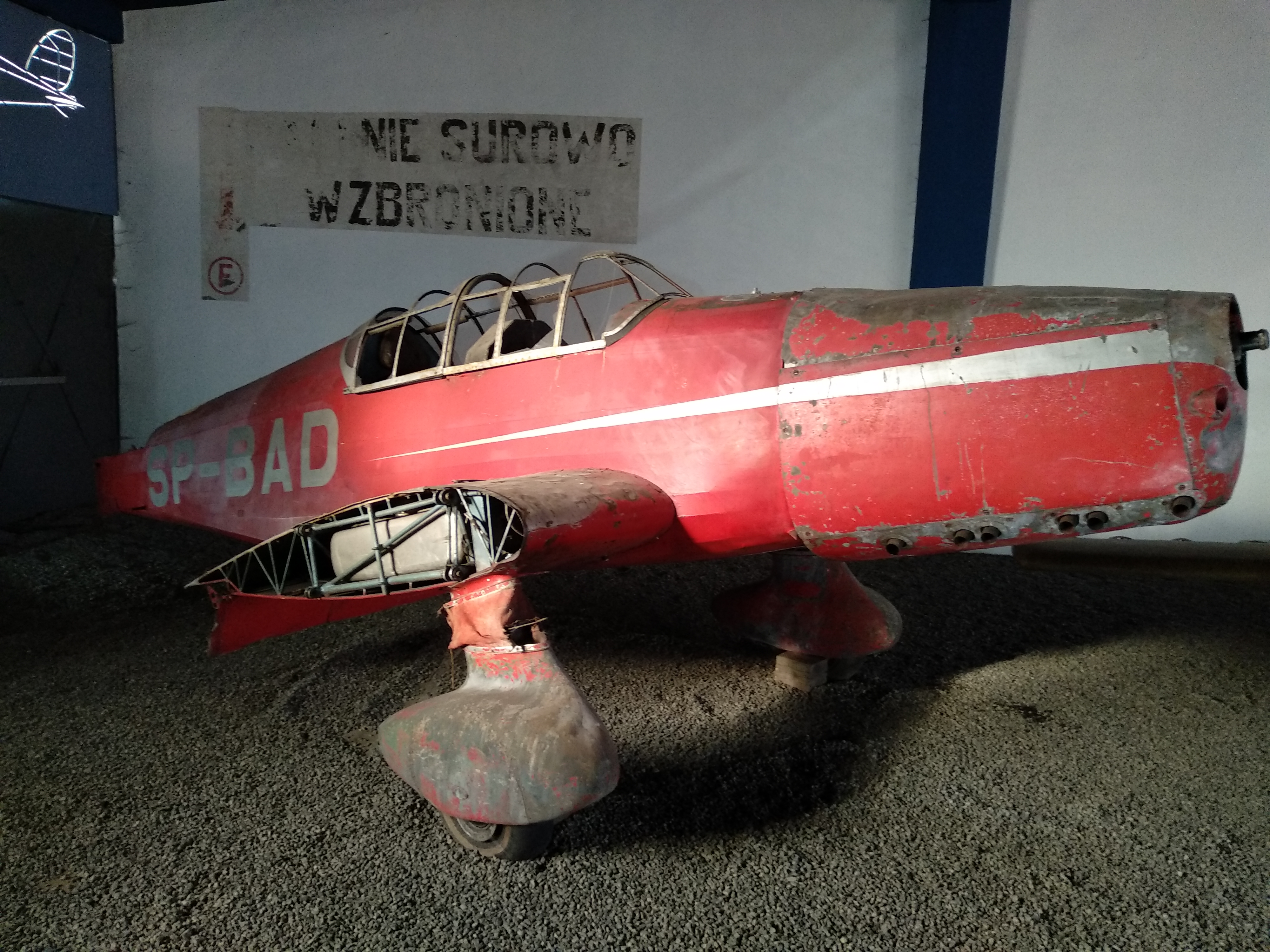
LWD Zuch 1 (torzo)
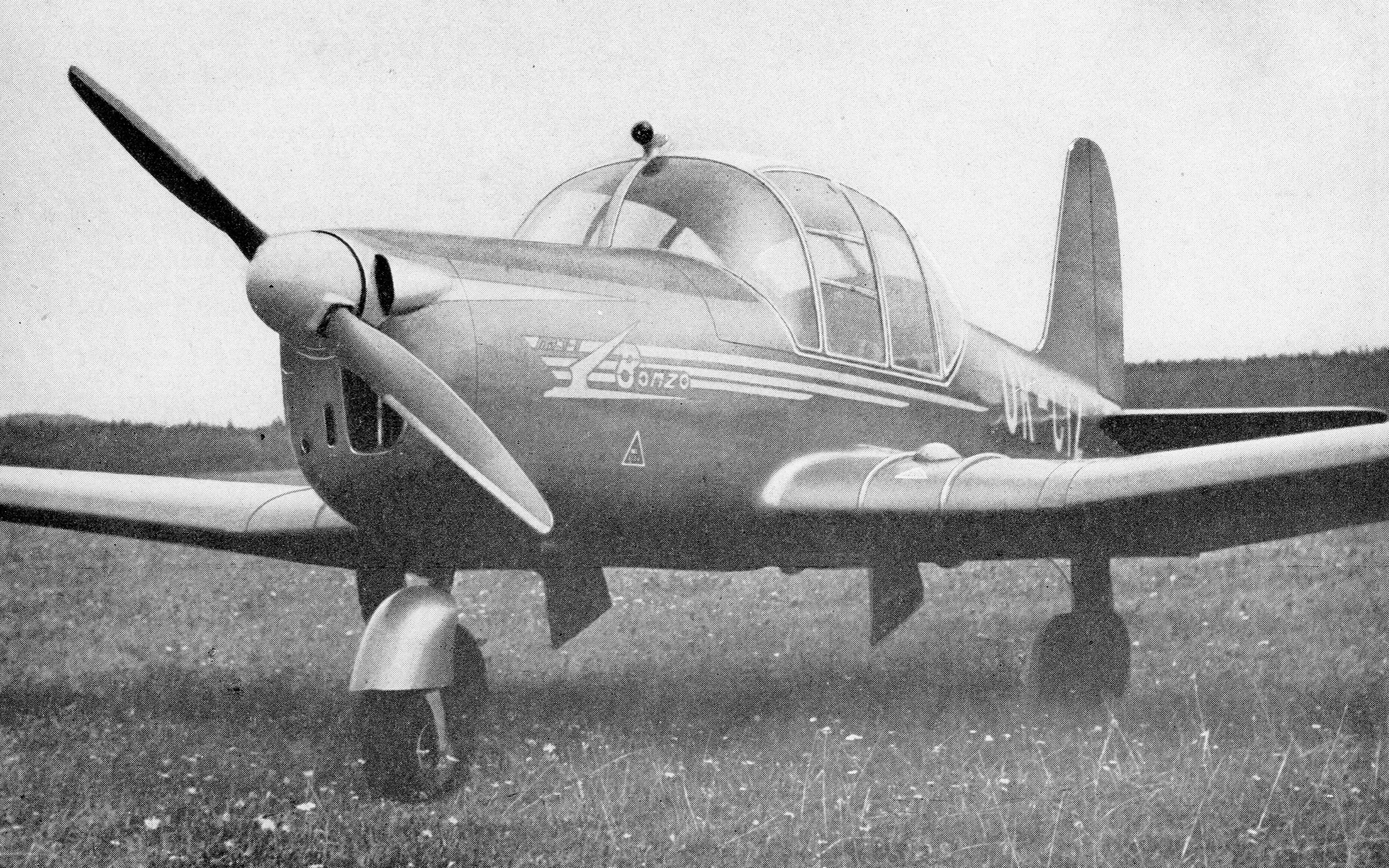
M-3 Bonzo (1948)
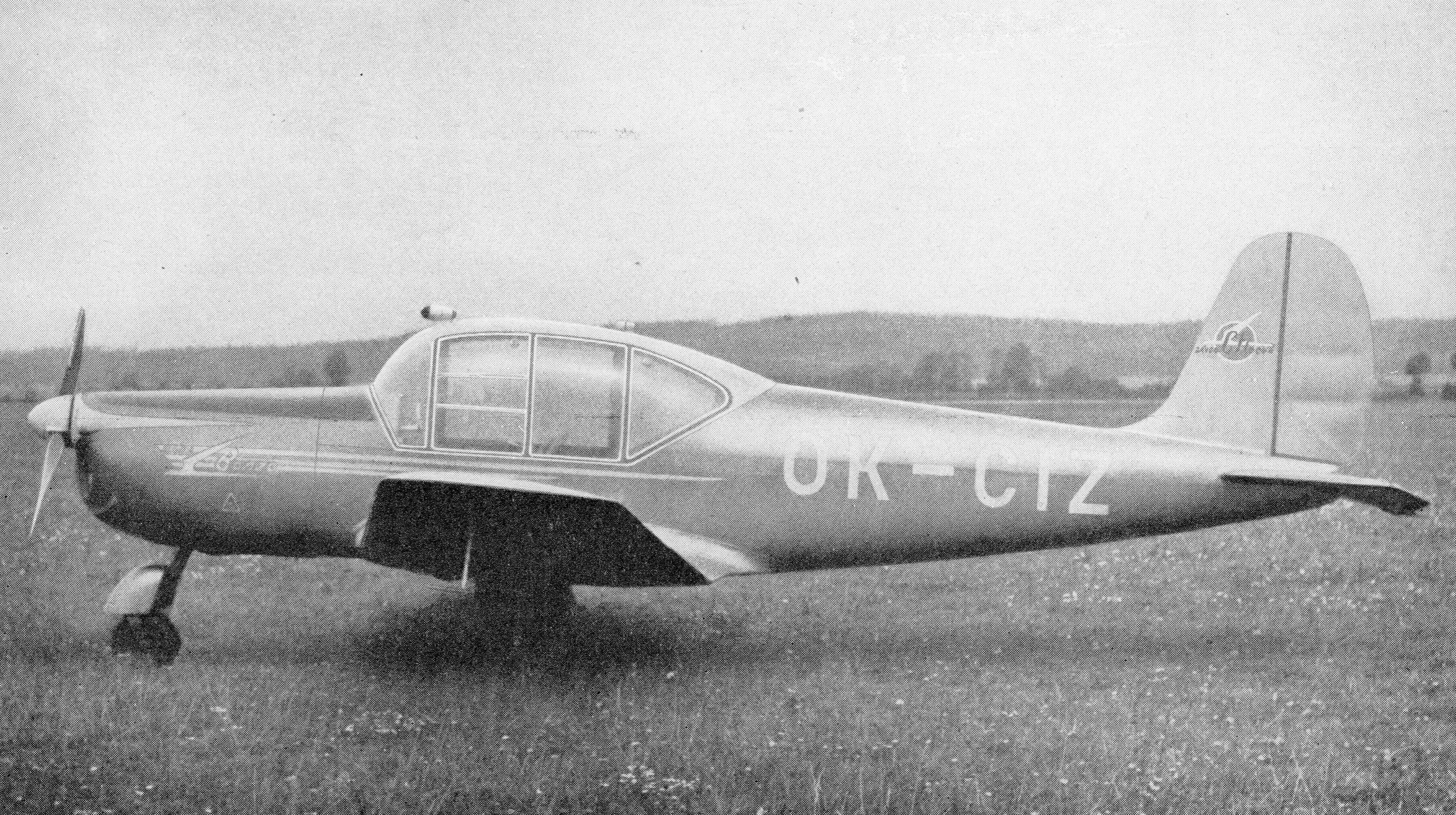
M-3 Bonzo (1948)
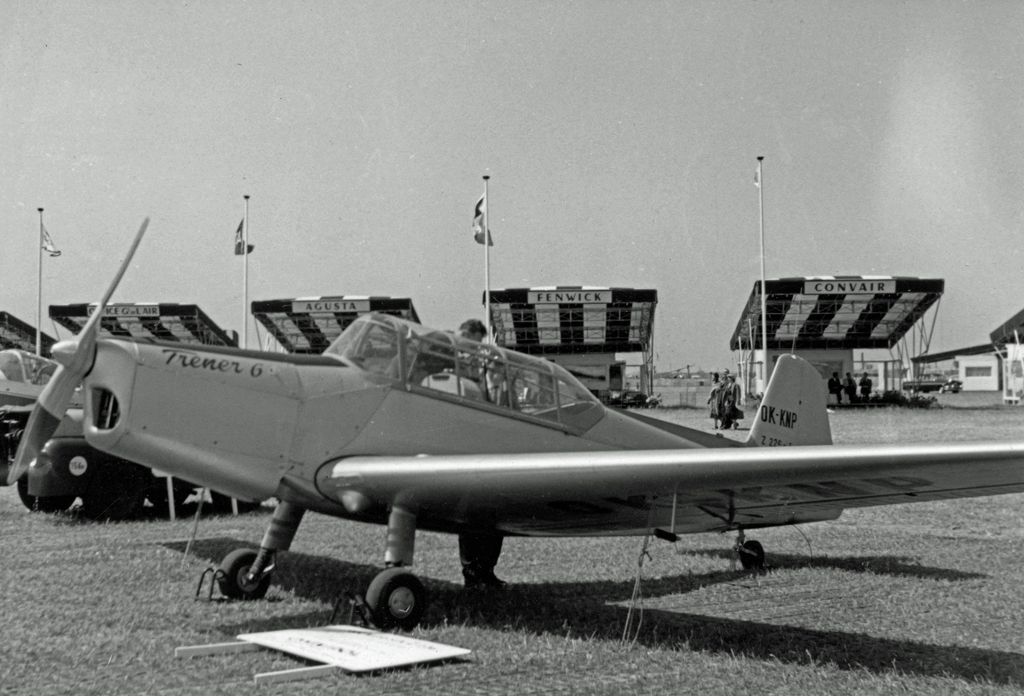
Zlín Z-226T Trener 6